# Aedes mucidus
Aedes mucidus är en tvåvingeart som först beskrevs av Karsch 1887.  Aedes mucidus ingår i släktet Aedes och familjen stickmyggor. Inga underarter finns listade i Catalogue of Life.